# Глазырина, Галина Васильевна
Гали́на Васи́льевна Глазы́рина (10 мая 1952, Москва — 28 июня 2016, там же) — советский и российский историк-медиевист, специалист в области русско-скандинавских связей раннего Средневековья. Кандидат исторических наук (1979), ведущий научный сотрудник Института всеобщей истории РАН.

## Биография
Окончила романо-германское отделение филологического факультета Московского государственного университета по кафедре германской филологии, а затем аспирантуру Института истории СССР АН СССР. В 1979 году Г. В. Глазырина защитила кандидатскую диссертацию на тему «Саги о древних временах как исторический источник (на материале „Саги о Тидреке Бернском“)».
С декабря 1978 года по август 1997 года работала в Институте истории СССР АН СССР (с 1992 года — Институт российской истории РАН), занимая должности младшего научного сотрудника, затем научного сотрудника, затем старшего научного сотрудника.
С 1997 по 2016 годы работала в Институте всеобщей истории РАН, в должностях старшего научного сотрудника, затем ведущего научного сотрудника Центра «Восточная Европа в античном и средневековом мире». В 2012 был издан сборник статей «Самые забавные лживые саги», посвящённый Г. В. Глазыриной. В 2017 году прошла Десятая научная конференция «Древняя Русь и германский мир в историко-филологической перспективе», посвящённая памяти Г. В. Глазыриной.

## Научная деятельность
Работала в сферах русско-скандинавских связей раннего Средневековья, истории Восточной Европы и Скандинавских стран, истории и культуры Исландии, изучала древнескандинавские письменные источники и устную традицию.

## Основные публикации
Монографии, работы в соавторстве
- Древнерусские города в древнескандинавской письменности. Тексты, перевод, комментарий / Сост. Глазырина Г. В., Джаксон Т. Н. — М., 1987. — 208 с.
- Исландские викингские саги о Северной Руси. Тексты, перевод, комментарий. (Выпуск свода «Древнейшие источники по истории Восточной Европы»). — М., 1996. — 236 с.
- Сага об Ингваре Путешественнике: Текст, перевод, комментарий. (Выпуск свода «Древнейшие источники по истории Восточной Европы»). — М., 2002. — 464 с.

Учебные пособия
- Глазырина Г. В., Джаксон Т. Н., Мельникова Е. А. Скандинавские источники // Древняя Русь в свете зарубежных источников: Учебное пособие для студентов вузов / М. В. Бибиков, Г. В. Глазырина, Т. Н. Джаксон, И. Г. Коновалова, Е. А. Мельникова, А. В. Назаренко, А. В. Подосинов; под. ред Е. А. Мельниковой. — М., 1999. — С. 408—563. (То же).
  - 2-е изд.: М., 2003.
- Древняя Русь в свете зарубежных источников. Хрестоматия / Под ред. Т. Н. Джаксон, И. Г. Коноваловой, А. В. Подосинова. — М., 2009. — Т. 5: Древнескандинавские источники. Г. В. Глазырина — сост. частей VI (Епископские саги. С. 184—216), IX (Исландские сочинения. С. 227—238), X (Саги о древних временах. С. 239—306).
- Глазырина Г. В., Джаксон Т. Н., Мельникова Е. А. Скандинавские источники // Древняя Русь в свете зарубежных источников: Учебное пособие для студентов вузов / М. В. Бибиков, Г. В. Глазырина, Т. Н. Джаксон, И. Г. Коновалова, Е. А. Мельникова, А. В. Назаренко, А. В. Подосинов; под. ред Е. А. Мельниковой. — М., 2013.

Сборники статей (составитель, редактор)
- Норна у источника Судьбы Архивная копия от 5 марта 2016 на Wayback Machine: Сборник статей в честь Е. А. Мельниковой / Под ред. Т. Н. Джаксон, Г. В. Глазыриной, И. Г. Коноваловой, С. Л. Никольского, В. Я. Петрухина. М., 2001.
- Древнейшие государства Восточной Европы. 1999 год: Восточная и Северная Европа в средневековье / Отв. ред. Г. В. Глазырина. М., 2001. — 472 с.
- Древнейшие государства Восточной Европы. 2006 год: Пространство и время в средневековых текстах / Отв. ред. Г. В. Глазырина. — М., 2010. — 540 с.
- Мельникова Е. А. Древняя Русь и Скандинавия: Избранные труды / Под ред. Г. В. Глазыриной и Т. Н. Джаксон. — М., 2011. — 476 с.
- Древнейшие государства Восточной Европы, 2011 год: Устная традиция в письменном тексте / Отв. ред. тома Г. В. Глазырина. — М., 2013.